# Fahn (Bergisch Gladbach)
Fahn ist ein Ortsteil im Stadtteil Schildgen von Bergisch Gladbach. Vor der Neugliederung 1975 nach dem Köln-Gesetz gehörte Fahn zu Odenthal.
Heute bildet Fahn mit Schildgen einen geschlossenen Siedlungsbereich, so dass der Ort nicht mehr eigenständig wahrgenommen wird.

## Geschichte
Der Name Fahn erinnert an das Fahner Gut, eine hochmittelalterliche Siedlungsgründung, die aus einer Rodung hervorgegangen war. Fahn zählt zu den ältesten Siedlungskernen in Schildgen und war als Lehnsgut der Grundherrschaft Osenau entstanden. 1824 wurde hier das erste Schulgebäude für den Schulbezirk Nittum gebaut. Es ist bereits im Urkataster auf der Höhe des heutigen Concordiawegs verzeichnet. 1953 hat man die gesamte Verbindungsstraße von Fahn nach Unterscheid als Fahner Weg benannt.
Die Topographia Ducatus Montani des Erich Philipp Ploennies, Blatt Amt Miselohe, belegt, dass der Wohnplatz 1715 als Hof kategorisiert wurde und mit Fahn bezeichnet wurde.
Carl Friedrich von Wiebeking benennt die Hofschaft auf seiner Charte des Herzogthums Berg 1789 als Fahn. Aus ihr geht hervor, dass Fahn zu dieser Zeit Teil von Unterodenthal in der Herrschaft Odenthal war.
Unter der französischen Verwaltung zwischen 1806 und 1813 wurde die Herrschaft aufgelöst und Fahn wurde politisch der Mairie Odenthal im Kanton Bensberg zugeordnet. 1816 wandelten die Preußen die Mairie zur Bürgermeisterei Odenthal im Kreis Mülheim am Rhein.
Der Ort ist auf der Topographischen Aufnahme der Rheinlande von 1824, auf der Preußischen Uraufnahme von 1840 und ab der Preußischen Neuaufnahme von 1892 auf Messtischblättern regelmäßig als Fahn oder ohne Namen verzeichnet. Fahn gehörte zur katholischen Pfarre Odenthal, seit 1929 zur Pfarre Schildgen.
| Jahr | Einwohner | Wohn- gebäude | Kategorie  |
| ---- | --------- | ------------- | ---------- |
| 1822 | 38        |               | Ackergüter |
| 1830 | 46        |               | Ackergut   |
| 1845 | 58        | 11            | Ackergüter |
| 1871 | 58        | 11            | Hofstelle  |
| 1885 | 44        | 11            | Ortschaft  |
| 1895 | 45        | 9             | Ortschaft  |
| 1905 | 53        | 11            | Ortschaft  |

Mit der Kommunalreform kam Fahn 1975 zur Stadt Bergisch Gladbach.

## Namensgebung und Etymologie
Die Schreibweise des Namens hat sich mehrfach verändert. In einem Hofregister der Herrschaft Osenau wurde der Hof 1414 als das gut zum farne, quidquam dicunt (so genannt) zum Fahn bezeichnet. Damit ist die heutige Schreibweise schon für das Spätmittelalter belegt. In einer Zehntliste von 1602 erscheint der Siedlungsname als das Gut zum Faen. Fahn ist die mundartliche Bezeichnung für Farn und verweist in Flurnamen auf den Bewuchs mit Farnkraut, das als Anzeiger für eine feuchte Bodenbeschaffenheit gilt. Die althochdeutsche Bezeichnung farn und die mittelhochdeutsche varn gehen in ihrem Stamm auf das gotische fani (= Sumpf / Schlick) zurück.

## Richtstätte und Hexenverfolgung
Im Mittelalter und in der Frühen Neuzeit gelangte Fahn zu einer gewissen regionalen Bekanntheit, weil auf dem dortigen Galgenberg die Richtstätte des Odenthaler Landgerichts lag. Hier wurden nicht nur Verbrecher durch den Galgen, den Block oder durch das Rad hingerichtet, sondern seit dem 17. Jahrhundert auch vermeintliche Hexen verbrannt. Im Jahr 1747 wurde hier das letzte Todesurteil vollstreckt. 1811 wurde das Landgericht aufgelöst.

## Bergbau
Im 19. Jahrhundert wurde auf der Grube Fahn hinter dem Haus Fahner Weg 3 a/b und auf den benachbarten Grundstücken Bergbau auf Eisen betrieben.